# Ipsis litteris
ipsis litteris é uma expressão de origem latina que significa "pelas mesmas letras", "literalmente" ou "nas mesmas palavras". Utiliza-se para indicar que um texto foi transcrito fielmente.
Pode-se também utilizar uma expressão de mesmo significado, ipsis verbis, que quer dizer "pelas mesmas palavras", "textualmente", ou, até mesmo, "tal e qual". 
Representa a cópia fiel do fragmento de um texto de outro autor, ou seja, a CITAÇÃO DIRETA.